# Asthenodipsas laevis
Espèce
Synonymes
- Amblycephalus laevis Boie, 1827
- Pareas laevis (Boie, 1827)

Statut de conservation UICN

 LC  : Préoccupation mineure
Asthenodipsas laevis est une espèce de serpents de la famille des Pareatidae.

## Répartition
Cette espèce se rencontre :
- sur les îles de Sumatra, de Java et de Bangka en Indonésie ;
- dans les îles Mentawai en Indonésie ;
- dans les îles Natuna en Indonésie ;
- à Bornéo dans les parties malaisienne et indonésienne ;
- en Malaisie péninsulaire ;
- en Thaïlande ;
- au Laos.

## Publication originale
- Boie, 1827 : Bemerkungen über Merrem's Versuch eines Systems der Amphibien, 1. Lieferung: Ophidier. Isis von Oken, Jena, vol. 20, p. 508-566 (texte intégral)